# Silvino Lobos
Silvino Lobos ist eine philippinische Stadtgemeinde in der Provinz Northern Samar. Sie hat 15.299 Einwohner (Zensus 1. August 2015).

## Baranggays
Silvino Lobos ist politisch unterteilt in 26 Baranggays.
| - Balud - Cababayogan - Cabunga-an - Cagda-o - Caghilot - Camanggaran - Camaya-an - Deit De Suba - Deit De Turag - Gebonawan - Gebolwangan - Gecbo-an - Giguimitan | - Genagasan - Geparayan De Turag - Gusaran - Imelda - Montalban - Suba (Pob.) - San Isidro - Senonogan de Tubang - Tobgon - Victory - Poblacion I - Poblacion II - San Antonio |